# 天主教巴桑庫蘇教區

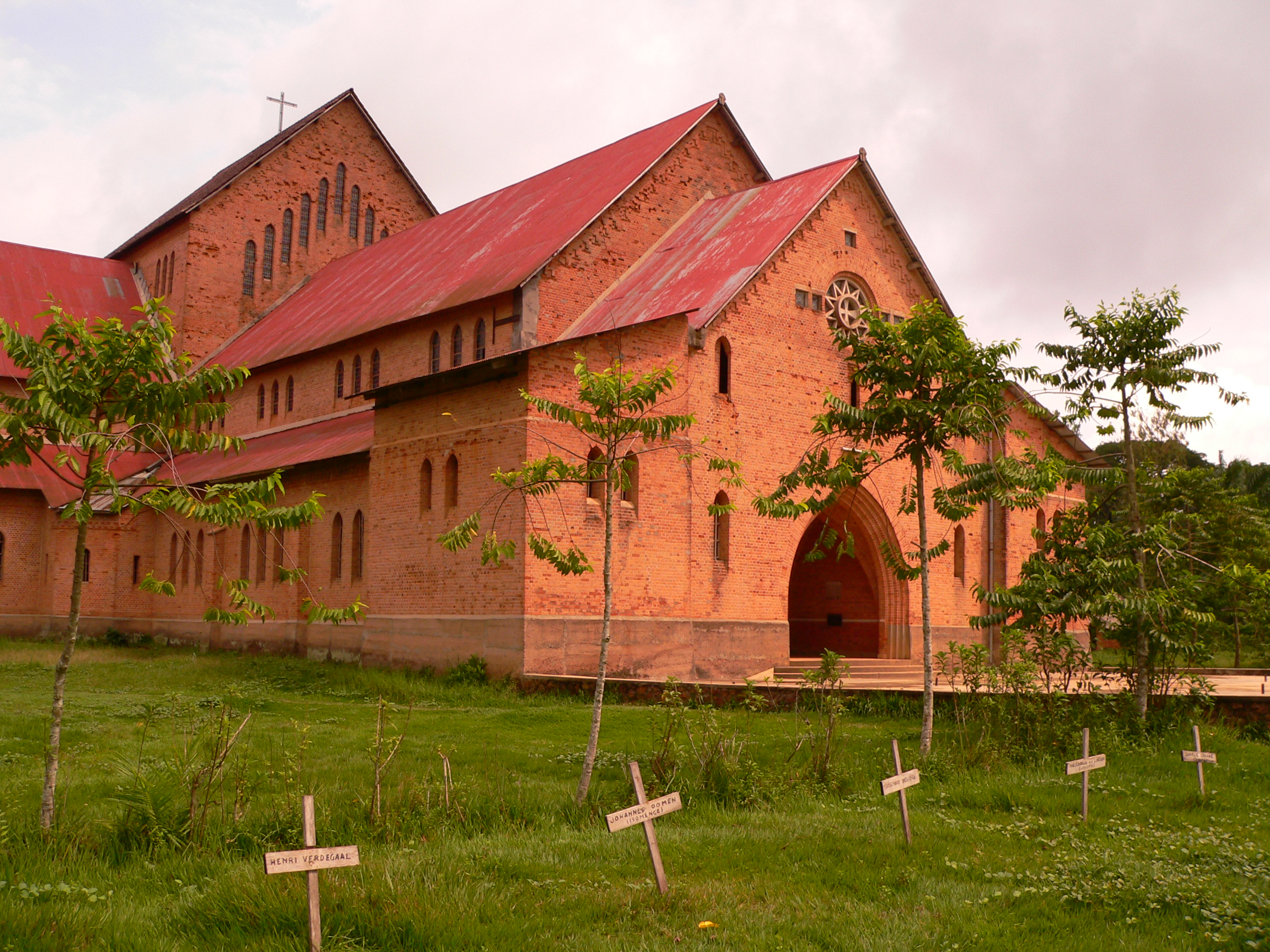
天主教巴桑庫蘇教區的大教堂。

天主教巴桑庫蘇教區（拉丁語：Dioecesis Basankusuensis）是剛果民主共和國一個羅馬天主教教區，屬姆班達卡-比科羅總教區。
教區的前身是一個宗座監牧區，成立於1926年7月28日，1948年1月8日升為代牧區。1959年11月30日升為教區。
教區位於赤道省中部，2012年有教友228,000人，佔轄區總人口38.5%。教區下轄二十個堂區，有三十一名司鐸。現任教區主教為若瑟·莫科貝·恩喬庫。